# Ctenomys pontifex
Туко-туко сан-луїський (Ctenomys pontifex) — вид гризунів родини тукотукових, що зустрічається в західній Аргентині, на схід від Анд в провінціях Сан-Луїс і Мендоса. Відомо тільки по проживання в одній місцевості недалеко від міста Сан-Рафаель.

## Опис
Середніх розмірів Туко-туко. Спина забарвлена монотонно в сіро-коричневий колір; на животі забарвлення блідіше чи жовтіше. Хвіст зверху коричневий, знизу білуватий.